# N342 (België)
De N342 is een gewestweg in België in de plaats Brugge. De weg begint bij de N309 en eindigt met de kruising van de N32/N367. De weg heeft een lengte van ongeveer 3,5 kilometer. De weg ligt parallel aan de spoorlijn en passeert de achterkant van het station Brugge.
De gehele weg bestaat uit twee rijstroken voor beide rijrichtingen samen.